# Магдалина Начева
Магдалина Начева (10 януари 1937 – 28 октомври 2002, София) е българска художничка, иконописка, расофорна монахиня (инокиня) в Княжевски девически манастир и ученичка на руския иконописец Николай Шелехов.

## Биография
Магдалина (Мария-Ани) Начева е родена през 1937 г. в София в семейството на строителния инженер, главен инженер на Самоков, Васил Николов Начев (14 февруари 1907, Самоков – 24 юни 1973, София) и Елена Атанасова Иванова (май 1912, София – 20 юни 1995, София) от габровския род Момерови. Между 1944 и 1954 г. инж. Начев като немски възпитаник и горянин е арестуван в Софийския затвор. Освободен е с помощта на съветските си колеги и работи по Атомния център на БАН. Мария завършва средно художествено образование и учи в Художествената академия при проф. Илия Бешков между 1955 и 1959 г. На 21 г. напуска Академията и става монахиня в основания през 1949 г. от св. Серафим Соболев Покровски Княжевски девически манастир в жилище на ул. 6 септември в София, където на долния етаж се провеждат репетициите на хор „Бодра смяна". Иконописта е благословено от архиепископа призвание на сестрите и отначало те се занимават с приложно изкуство към синодалната работилница. През 50 – 60 години се обучават и на иконопис и монументални църковни изкуства от Николай Шелехов, който е келийник на Архиепископ Серафим Соболев от 1932 до 1950 г. и преуспява на това поприще също насочен от своя духовен наставник. След емигрирането на Шелехов в Германия и Канада, инокиня Магдалина ръководи иконописната школа при манастира и за над три десетилетия обучава и наставлява духовно множество български художници, някои от които сред най-добрите потомствени живописци у нас.
Магдалина Начева е водещ автор при екипната работа по новия иконостас на храм „Свети Лука“ в Княжевския манастир, когато старият иконостас е дарен на Челопеченски манастир „Рождество Богородично“. По препоръка от проф. Васил Захариев иконописката поема поръчката на СБХ за иконостасите на българските храмове в Австралия, при разделянето на македонската и българските църковни общини в края на 60-те – „Св. св. Кирил и Методий" в Мелбърн, след това "Света Петка“ в Аделаида" (1974), и Св. св. Кирил и Методий в Ню Йорк.
При идването на Московския и Всеруски патриарх у нас през 1994 г. иконописката поема заедно с екип от сестри и потомствени художници (Чавдар и Цветанка Вълови, Гергина и Мария Илиеви) работата по стенописа в криптата на Руската църква в София, впоследствие отличена с годишната наградана САБ. В края на живота си изписва иконостас и стенописи за храм Успение Богородично в София. Художестевното ѝ наследство се състои от множество икони, съвременни копия на известните светогорски стенописи на Михаил Панселинос, стенопис на апсидата на манастирския параклис, икона на мчк Пантелеймон в храм „Свети Пантелеймон“ в София, диптих подарен на патриарх Кирил и днес изложен в ЦИАМ и други произведения в рамките на синодалните художествени дейности на манастира до 1968 г. и впоследствие след отделянето на общността към БПСЦ. Сестра Магдалина е илюстратор на няколко издания на детска религиозна литература излязла от манастирската печатница ЕТ „Снежана Иванова“, по-късно издателство „Св. Лука“, както и на издателство „Свети Седмочисленици“, заедно с художниците от стенописния екип през същите години. В Крипата на катедралния храм Успение Богородично, сестрите работят със сем. Вълови, които изписват и църквата в Поликраище, а в Баташката църква, с Мария Илиева; а Гергина Илиева прави едни от първите икони на св. Серафим след с. Магдалина, следвайки нейния образец, за разлика от друг ученик на инокинята, Малин Димов, който отначало разработва образи на светеца с монашеските му одежди, а след това неколкократно претворява и внесените отвън руски образци на трима други зографи.
През всички тези години водещата иконописка отговаря за организацията на манастирския живот с неговото домакинство, стопанство и ателиета. Като човек сестра Магдалина обикновено проявява силен характер и качества на лидер, но въпреки това, като монахиня тя съзнателно се съобразява по послушание с общото мнение на своите сестри и колеги, особено на игуменката матушка Серафима и на една от първите монахини, мать Серафима (Ястребова), която е имала особено фино чувство за цвят, стил и естетика и тази уникална практика на отричане от собствена воля понякога е достигала до работа с избран от тях колорит, по одобрени задено в единомислие варианти на иконографски идеи, образци и проекти. Като художник сестра Магдалина съветва своите ученици да започват работа от по-прости елементи на рисунъка и композицията, от черно-бели варианти на иконите и да изучават с внимание образците на древната иконопис и художествените подходи на техните автори, преди да достигат постепенно чрез изхождане от зададен модел и заемки от други, до по-оптимални решения, според своите възможности и кокретни поръчки, както и да не пренебрегват традиционните исторически стилове иконописно творчество. Когато е обучавала съвсем начинаещи, естествено са се изисквали упражнения върху детайли и зографката е споделяла как показва, направлява и помага като цени индивидуалността на всеки.
Поради трудността на монументалната живопис отвън и залепването на стенописта на платно в апсидата на храм Успение Богородично, отначало в екипа по зографисване на външната страна на източната стена се включва Ангел Радушев, а след започване на олтарната апсида отвътре идва поканата от нейна страна на водещия стенописец Георги Трифонов да изпише наоса, което върви добре и се вижда на видеозаписа на канонизацията на св. Серафим от 2002. Но възниква несъответствие между идейните проекти и авторската изява на художника, най-вероятно поради изявения му талант и специфичния ликов типаж, който естествено се отразява в иконите на всеки зограф, след което изображенията са заличени, но на места все още прозират под латекста в църквата, а проектите им се пазят от роднините и вероятно са заснети преди унищожаването им от други художници-иконописци. През октомври 2020 година Малин Димов (1956) продължава стенописта в същия колорит и техника като необичайно изписва на платно и полага на западната стена на наоса централния фрагмент от композицията Слизане в Ада по образец от гробищния параклис на манастира Христос Спасител в Хора, според указанията на духовенството, следващо в случая ранен християнски италиански модел на иконографска програма.
От друга страна, по отношение на избора на художествени материали и след отпадане на ограниченията за набавянето им, Магдалина Начева работи и в традиционна и в по-модерната акрилна техника и приема репродуцирането на авторските произведения на манастирската школа в множество мащаби и копия, което остава добър вариант за манастирското ателие след ранната ѝ и внезапна кончина при пътен инцидент в близост до Централна гара и храм св. Андрей в София, почти в навечерието на празника на иконописците, деня на св. ап. Лука.
Произведения не подписани, тъй като работи в колектив, но вероятно документирани и датирани:
- Реставрация на Несебърската чудотворна икона в колектив с авторите на възстановения обков.
- Икони в църквата св. св. Константин и Елена в едноименния курорт край Варна[6]
- Иконостаси в българските църкви в Аделаида, Мелбърн и Ню Йорк
- Иконостас на църквата св. Лука в Княжевски манастир
- Стенописи в наоса на Криптата на Руската църква 1994 – 1996[7], награда на САБ